# Berglunds tivoli

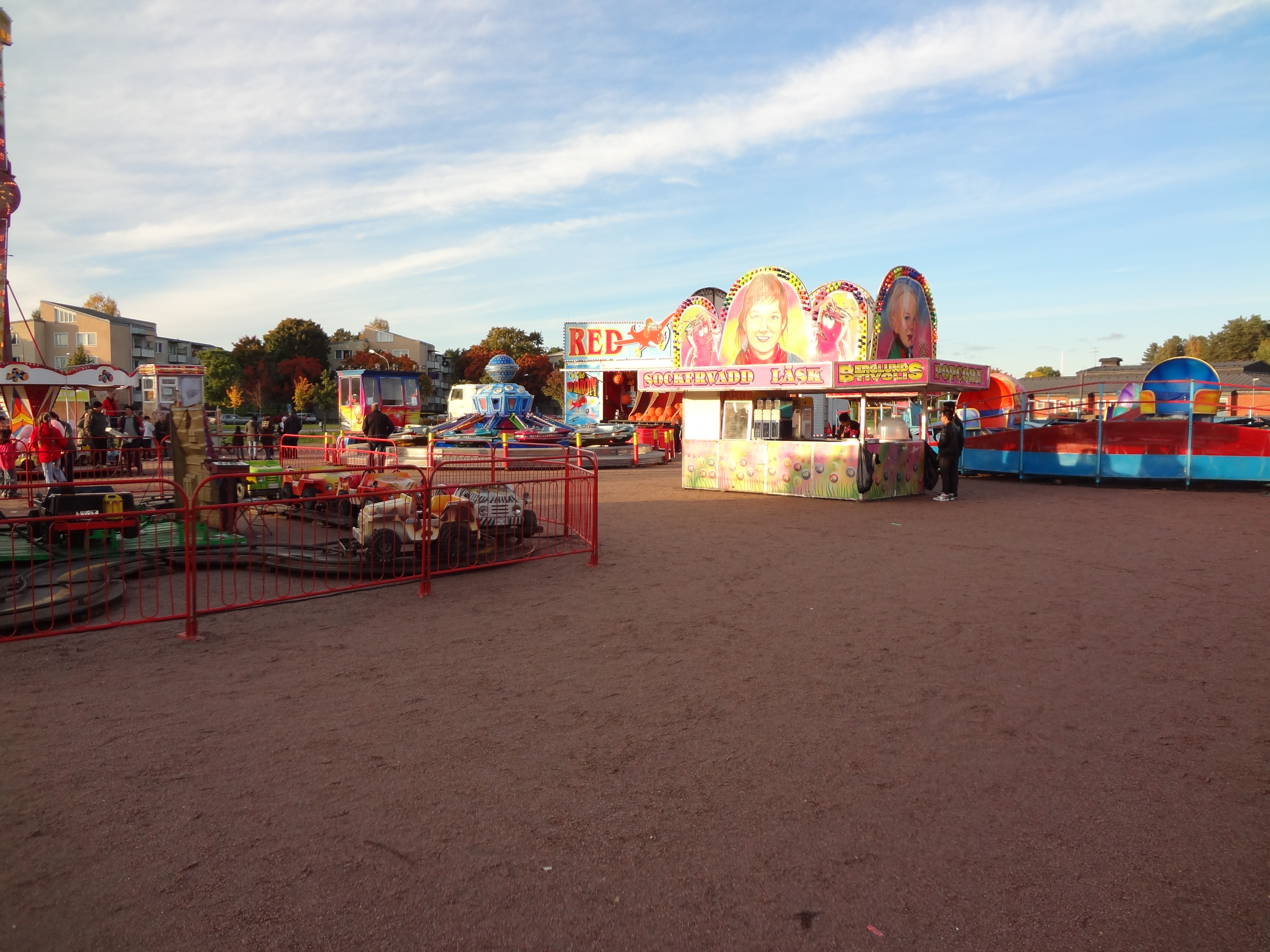
Berglunds tivoli i Eskilstuna september 2012.

Berglunds tivoli var ett ambulerande svenskt tivoli som gick i konkurs 2019 . Det hade vinterkvarter i Tärnsjö och drevs av Jonny Berglund, tivoliägare i fjärde generationen.
Säsongen började i slutet av mars och avslutas med julmarknader i mellandagarna. Under året besöktes marknader, festivaler, centrumjippon, karnevaler, gatu- och hamnfester i Sverige, Norge och Finland.  